# Station Steenbecque
Station Steenbecque was een spoorwegstation in de Franse gemeente Steenbeke.